# Приключения Адибу: Миссия на планете Земля
«Приключения Адибу: Миссия на планете Земля» (фр. Adibou: Aventure objectif Terre) — французский анимационный телесериал для детей младшего возраста, снятый режиссёром Эриком Казесом. Саундтрек написан Оливье Оссудре.

## Синопсис
Благодаря своей способности к миниатюризации, Адибу и его друзья добираются до сути природных явлений, чтобы объяснить их детям.

## Трансляция

### Франция
Во Франции мультсериал «Приключения Адибу: Миссия на планете Земля» транслировался с 21 ноября 2008 по 4 июля 2009 года на канале France 5 в программе Midi les Zouzous, а с января 2010 по 2 января 2016 года — на канале TiJi.

### Россия
В России мультсериал «Приключения Адибу: Миссия на планете Земля» транслировался на канале «Бибигон» (позднее — «Карусель»). 

## Персонажи
- Адибу (Adibou) — мальчик-инопланетянин[10][11], главный герой мультсериала[12][13]. У него много друзей и много приключений[14].
- Буззи (Bouzzy) — монстр, очень часто бывает в плохом настроении. Не умеет говорить[15].
- Адилия (Adilia) — подруга Адибу, любит моду и очень спортивна[16].
- Робиток (Robitoc) — робот-садовник, много знает о мире[17].

## Эпизоды
1. Что такое дождь?[18]
2. Что такое гейзер?
3. Что такое гроза?
4. Что такое коралл?
5. Что такое лавина?
6. Что такое мох?
7. Что такое нефть?
8. Что такое озеро?
9. Как образуются льдины?
10. Как устрицы делают жемчуг?
11. Как возникают ягоды?
12. Что такое иглу?
13. Что такое пыльца?
14. Что такое гром?
15. Что такое мираж?
16. Что такое оазис?
17. Есть ли в море пресная вода?
18. Откуда берётся соль?
19. Куда уходит дождевая вода?
20. Откуда берётся песок?
21. Что вылетает из вулкана?
22. Что такое ледник?
23. Что такое компост?
24. Что такое снег?
25. Что такое пещера?
26. Что такое торнадо?
27. От чего дует ветер?
28. Что такое вулкан?
29. Что находится внутри Земли?
30. От чего трясётся Земля?
31. Как растут грибы?
32. Зачем ёлкам иголки?
33. Зачем нужны водоросли?
34. Зачем нужен вулканический пепел?
35. Как растут деревья?
36. Откуда берутся горы?
37. Как очищается море?
38. Почему море синее?
39. Что такое дикие плоды?
40. Почему небо синее?
41. Почему листья зелёные?
42. Зачем ежевике шипы?
43. Что такое морские течения?
44. Что такое айсберг?
45. Что такое окаменелость?
46. Зачем нужны кораллы?
47. Откуда берутся облака?
48. Что такое радуга?
49. Почему некоторые морские животные светятся?
50. Почему осенью с деревьев опадают листья?
51. Почему цветы приятно пахнут?[19]

## Русский дубляж
- Адибу — Прохор Чеховской[20]
- Робиток — Андрей Казанцев
- Бузи — Дмитрий Филимонов
- Адилия — Людмила Ильина
- Голос за кадром — Андрей Казанцев; Дмитрий Филлимонов (более поздние эпизоды)